# Kaznodzieja Domu Papieskiego

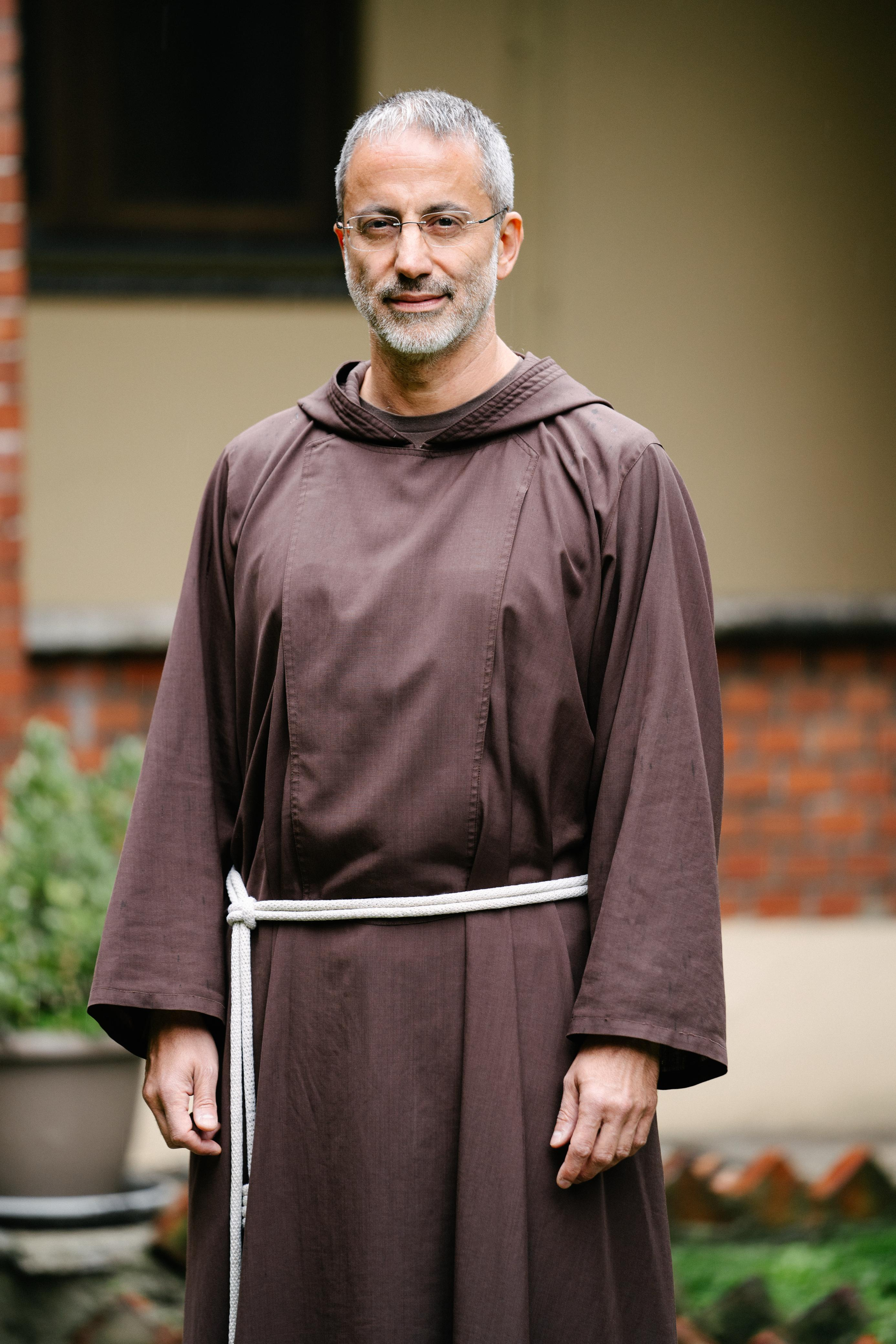
Roberto Pasolini OFMCap., Kaznodzieja Domu Papieskiego od 2024

Kaznodzieja Domu Papieskiego, także Kaznodzieja Apostolski – członek dworu papieskiego, którego obowiązkiem jest wygłoszenie cotygodniowego kazania w okresie adwentu i wielkiego postu dla papieża, kardynałów, biskupów i prałatów oraz wyższych przełożonych zakonów.

## Historia
Zwyczaj powierzania obowiązku kaznodziei adwentowego i wielkopostnego kolejnym czterem prokuratorom generalnym zakonów żebraczych (franciszkanom, dominikanom, karmelitom i augustianom) sięga epoki średniowiecza. Sam urząd Kaznodziei Apostolskiego powstał za pontyfikatu papieża Pawła IV (1555-1559). W ciągu wieków papieże powierzali ten urząd różnym zgromadzeniom zakonnym. W brewe Inclytum Fratrum Minorum z 1743 Benedykt XIV związał na stałe ten obowiązek z Zakonem Braci Mniejszych Kapucynów.
Od 1980 do 2024 kaznodzieją papieskim był kapucyn o. Raniero Cantalamessa OFMCap. (od 28 listopada 2020 kardynał), wybrany przez św. Jana Pawła II. Kazania adwentowe i wielkopostne wygłaszane są w piątki tych okresów w kaplicy Redemptoris Mater Pałacu Apostolskiego na Watykanie. Na tym urzędzie potwierdzili go kolejni papieże: Benedykt XVI w 2005 i Franciszek w 2013.
Od 9 listopada 2024 kaznodzieją papieskim jest kapucyn o. Roberto Pasolini.